# 堀井拓馬
堀井 拓馬（ほりい たくま、1987年2月17日 - ）は、日本のホラー作家。東京都出身、在住。

## 経歴・人物
東京都立豊多摩高等学校、文京学院大学人間学部心理学科卒業。投稿作「なまづま」にて、角川書店の主催する第18回日本ホラー小説大賞の長編賞を受賞し、同作でデビュー。同作は「第3回SXNミステリー 闘うベストテン」においても第5位に選ばれた。近年では『早稲田文学』にも作品を寄稿するなど活動の幅を広げている。

## 作品リスト

### 書籍
- なまづま （角川ホラー文庫、2011年10月）
- 夜波の鳴く夏 （角川ホラー文庫、2012年8月）
- 臨界シンドローム 不条心理カウンセラー・雪丸十門診療奇談 (角川ホラー文庫、2017年9月)
- わたしを呪ったアレ殺し（角川ホラー文庫、2025年2月）
- 異形に涙は流せない（星海社FICTIONS、2025年7月）
  - 収録作品：星も移ろう彼方の果てに / いつかさよならにいい日まで / あまりに春で悲しい獣 / 決して流れぬ涙に代わり

### アンソロジー収録作品
「」内が堀井の作品
- 『ゆびさき怪談 一四〇字の怖い話』（PHP文芸文庫、2021年7月）「赤と黒の絵」「白樹病」「音楽室」「ばあばの絵」「腕の芽」など
- 『1話ごとに近づく恐怖百物語2』日本児童文学者協会編（文溪堂、2023年2月） 「ぺらぺらさん」

### 雑誌掲載作品
- いつかさよならに良い日まで （『早稲田文学』2014年冬号 寄稿）
- 最愛でないあなたへ （『早稲田文学』2015年春号 寄稿）
- あまりに春で悲しい獣 （『早稲田文学』2016年夏号 寄稿）